# فطين عبد الوهاب
فطين عبد الوهاب (22 نوفمبر 1913 - 12 مايو 1972)، مخرج مصري عُرف بإخراج الأفلام الكوميدية. خصوصاً مع إسماعيل ياسين، وشادية. وقد أظهر الاستفتاء الذي أجراه النقاد في مهرجان الإسكندرية السينمائي عام 2022 تربعه على قائمة مخرجي الأفلام الكوميدية، إذ اُختير له 17 فيلماً من بين أفضل مئة فيلم كوميدي مصري حسب الاستفتاء، منها الفيلمان اللذان ظهرا سابقاً ضمن قائمة أفضل مائة فيلم مصري، وهما الزوجة ١٣، ومراتي مدير عام عام 1996.[بحاجة لمصدر] كما ظهر له 4 أفلام ضمن أفضل مئة فيلم غنائي مصري حسب استفتاءٍ آخر لنفس المهرجان عام 2023.

## عمله في الكوميديا
بدأ اتجاه فطين عبد الوهاب للكوميديا من فيلمه الثالث بيت الأشباح، حيث ترك له منتج الفيلم جبرائيل تلحمي حرية اختيار نوعية أفلامه القادمة، إن حقق هذا الفيلم نجاحاً تجارياً، وقد كان.
ورغم أن اسم فطين عبد الوهاب ارتبط بإسماعيل ياسين، لكنه أخرج أفلاماً كوميديةً أخرى لم يمثل فيها إسماعيل ياسين لعل أشهرها هو فيلم إشاعة حب المُنتج عام 1960.
أيضاً أخرج أفلاماً كوميدية أخرى من بطولة شادية، وصلاح ذو الفقار مثل مراتي مدير عام (1966)، وكرامة زوجتي (1967)، وعفريت مراتي (1968). وأخرج على الأقل ثلاثة أفلام أخرى من بطولة شادية هما الزوجة ١٣ (1962)، ونص ساعة جواز (1969)، وأضواء المدينة (1972).

## مع إسماعيل ياسين
التقى فطين عبد الوهاب مع إسماعيل ياسين في ستة عشر فيلماً ما بين عامي 1951-1962، من ضمنها أفلام القوات المسلحة (الجيش والطيران والأسطول البحري)، وهذه الأفلام هي: بيت الأشباح (1951)، كلمة الحق (1953)، الآنسة حنفي (1954)، إسماعيل يس في الجيش (1955)، إسماعيل يس في البوليس (1956)، ابن حميدو، إسماعيل يس في الأسطول (1957)، امسك حرامي، إسماعيل يس بوليس حربي (1958)، إسماعيل يس بوليس سري، إسماعيل يس في الطيران، العتبة الخضراء (1959)، الفانوس السحري، حايجننوني، حلاق السيدات (1960)، الفرسان الثلاثة (1962).

## أفلامه الدرامية
عمله في الكوميديا لم يمنعه من إخراج أفلام أخرى بعيدة عن الكوميديا مثل عبيد المال (1953)، والأخ الكبير (1958).

## عائلته
هو الشقيق الأصغر لكلّ من الممثل سراج منير، والمخرج حسن عبد الوهاب. وقد تزوج أربع مرات. تزوج أولاً من الممثلة هاجر حمدي، ثم المطربة ليلى مراد، أم ولده زكي، ثم الراقصة تحية كاريوكا، ثم زوجة من خارج الوسط الفني هي منيرة شقيقة الممثلة نجلاء فتحي.

## وفاته
توفي في أحد الفنادق في لبنان، وحُمل جثمانه إلى مصر، ودفن فيها، وكان رفيق دربه إسماعيل ياسين أحد الذين حضروا جنازته. وقد توفي إسماعيل نفسه بعد صديقه فطين باثني عشر يوماً.

## أفلامه
| - 1949: نادية - 1950: جوز الأربعة - 1951: بيت الأشباح - 1952: الأستاذة فاطمة - 1953: حكم قراقوش - عبيد المال - كلمة الحق - 1954: الآنسة حنفي - 1955: نهارك سعيد - إسماعيل يس في الجيش - 1956: الغريب - إسماعيل يس في البوليس - 1957: طاهرة - نساء في حياتي - ابن حميدو - إسماعيل يس في الأسطول - 1958: الأخ الكبير - امسك حرامي - ساحر النساء - إسماعيل يس بوليس حربي - 1959: إسماعيل يس بوليس سري - إسماعيل يس في الطيران - العتبة الخضراء - 1960: إشاعة حب - الفانوس السحري - حايجننوني - حلاق السيدات - وعاد الحب - البنات والصيف - 1961: الضوء الخافت - 1962: آه من حواء - الفرسان الثلاثة - الزوجة ١٣ - 1963: صاحب الجلالة - عروس النيل - عائلة زيزي - 1964: العائلة الكريمة - اعترافات زوج - أنا وهو وهي - 1965: طريد الفردوس - المدير الفني - 1966: مراتي مدير عام - ثلاث لصوص - تفاحة آدم - 1967: كرامة زوجتي - عندما نحب - 1968: عفريت مراتي - أرض النفاق - 1969: نص ساعة جواز - سبعة أيام في الجنة - أكاذيب حواء - 1970: فرقة المرح - حياتي - 1971: خطيب ماما - رحلة لذيذة - فندق السعادة - 1972:أضواء المدينة |

قام بعمل السيناريو لعدة أفلام من أخراجه هم
- 1949: نادية
- 1950: جوز الأربعة
- 1951: بيت الأشباح
- 1953: عبيد المال - كلمة الحق
- 1955: نهارك سعيد --إسماعيل يس في الجيش